# Ramal de São Paulo (Estrada de Ferro Central do Brasil)
O Ramal de São Paulo da Estrada de Ferro Central do Brasil é uma ferrovia brasileira, em bitola larga, que liga a cidade de Barra do Piraí (RJ) a cidade de São Paulo (SP). O ramal parte da Linha do Centro no Vale do Paraíba Fluminense, atravessa toda a região do Vale do Paraíba Paulista e do Alto Tietê, até chegar a capital paulista onde se conecta com a Linha Santos-Jundiaí. 
Atualmente a ferrovia é operada pela MRS Logística e seu leito passa por cidades de grande atividade industrial e econômica, tais como: Barra Mansa, Resende, Guaratinguetá, Pindamonhangaba, Taubaté, São José dos Campos, Jacareí, Mogi das Cruzes e São Paulo.

## História
O trecho entre a Linha do Centro em Barra do Piraí (RJ) e Cachoeira Paulista (SP), foi construído em bitola larga (1,60 m) pela antiga Estrada de Ferro D. Pedro II, em 1875. Já o trecho entre a Linha Santos-Jundiaí na capital paulista e Cachoeira Paulista (SP), ondes as duas se encontraram, foi construído em bitola métrica (1,00 m) pela antiga Estrada de Ferro do Norte, em 1877.
Em 1896, a Estrada de Ferro Central do Brasil (sucessora da E.F. Dom Pedro II após a Proclamação da República), comprou e incorporou a Estrada de Ferro do Norte, alargando a bitola e unificando as duas linhas. O primeiro trecho entre Cachoeira e Taubaté ficou pronto em 1901, já o restante até a Estação Brás, onde se entronca com a Santos-Jundiaí, em 1908. Desde então, este ramal passou a ser o mais rentável da Estrada de Ferro Central do Brasil, tanto no transporte de cargas quanto o passageiros.
Em 1921, foi iniciada a construção da Variante de Poá, mas foi aberta somente em 01 de janeiro de 1934, depois de uma interrupção de oito anos nas obras. Ela tinha um traçado mais suave em termos de curvas e aclives quando comparada com a linha original do Ramal de São Paulo, entre Poá e o Tatuapé. Apesar da construção desta variante a linha original não deixou de ser utilizada. 
Em 1952, foi construída a Variante do Parateí entre São José dos Campos e a Estação Manoel Feio na Variante de Poá, pois esta encurtava o trecho original do Ramal de São Paulo equivalente em 11 km, o que a tornou aos poucos mais atraente para os trens de carga. Atualmente são as variantes de Poá e Parateí que fazem a ligação do Ramal de São Paulo com o inicio da linha na Região Metropolitana de São Paulo, já que o trecho original em Jacareí foi suprimido.
Em 1989, foi inaugurada a Ferrovia do Aço, que se entronca com o Ramal de São Paulo em Barra Mansa (RJ). Desde então, o trecho entre Barra Mansa e Barra do Piraí passou a ser utilizado principalmente por trens carregados com minério de ferro, vindos da Ferrovia do Aço seguindo para a Companhia Siderúrgica Nacional ou para os portos do Rio de Janeiro pela Linha do Centro.

## Operação
Em 1996, o Ramal de São Paulo, juntamente com a Linha Santos-Jundiaí, a Linha do Centro e a Ferrovia do Aço, foi concedida para a empresa MRS Logística, pela RFFSA. Além do grande volume de minério de ferro, o ramal transporta cargas conteinerizadas e material siderúrgico.  
O trecho inicial da linha entre a estação Estação Brás e a Estação Mogi das Cruzes, além da Variante de Poá, estão em operação como linhas de subúrbio da Companhia Paulista de Trens Metropolitanos (CPTM) e tem uso compartilhado. 